# Coenotropa
Coenotropa is een geslacht van vlinders van de familie snuitmotten (Pyralidae), uit de onderfamilie Phycitinae.

## Soorten
- C. albilineata Shaffer, 1976
- C. jonesii Shaffer, 1976
- C. limitella Hampson, 1918